# Цвітоська сільська рада
Цвіто́ська сільська́ ра́да — адміністративно-територіальна одиниця та орган місцевого самоврядування у Славутському районі Хмельницької області. Адміністративний центр — село Цвітоха.

## Загальні відомості
Цвітоська сільська рада утворена в 1953 році.
- Територія ради: 56,97 км²
- Населення ради: 1 771 особа (станом на 2001 рік)
- Територією ради протікають річки Цвітоха, Утка, Горинь

## Населені пункти
Сільській раді підпорядковані населені пункти:
- с. Цвітоха
- с. Кам'янка
- с. Ташки

## Склад ради
Рада складається з 16 депутатів та голови.
- Голова ради:
- Секретар ради: Машук Тетяна Іванівна

### Керівний склад попередніх скликань
| Прізвище, ім'я, по батькові   | Основні відомості                                                 | Дата обрання | Дата звільнення |
| ----------------------------- | ----------------------------------------------------------------- | ------------ | --------------- |
| Пекарський Володимир Іванович | Сільський голова, 1959 року народження, безпартійний              | 26.03.2006   | 31.10.2010      |
| Ріжко Жанна Геннадівна        | Сільський голова, 1962 року народження, освіта вища, позапартійна | 31.10.2010   | 31.10.2014      |

Примітка: таблиця складена за даними сайту Верховної Ради України

### Депутати
За результатами місцевих виборів 2010 року депутатами ради стали:

#### За суб'єктами висування
| Суб'єкт висування           | Кількість обраних депутатів | %    |
| --------------------------- | --------------------------- | ---- |
| Самовисування               | 12                          | 75   |
| Комуністична партія України | 2                           | 12,5 |
| Народна партія              | 2                           | 12,5 |

#### За округами
| № округу                    | Прізвище, ім'я, по батькові     | Дата визнання обраним | Освіта  | Партійна приналежність | Відомості про обраного депутата                 |
| --------------------------- | ------------------------------- | --------------------- | ------- | ---------------------- | ----------------------------------------------- |
| Комуністична партія України |                                 |                       |         |                        |                                                 |
| 2                           | Рижук Валентина Іванівна        | 01.11.2010            | вища    | позапартійна           | Цвітоське НВО, вчитель                          |
| 10                          | Семенюк Валентина Олександрівна | 01.11.2010            | вища    | позапартійна           | Цвітоське НВО, вихователь                       |
| Народна Партія              |                                 |                       |         |                        |                                                 |
| 1                           | Демчук Тетяна Іванівна          | 01.11.2010            | вища    | член Народної партії   | приватний підприємець                           |
| 5                           | Кусок Тамара Максимівна         | 01.11.2010            | вища    | позапартійна           | Цвітоське НВО, вчитель                          |
| Самовисування               |                                 |                       |         |                        |                                                 |
| 3                           | Машук Тетяна Іванівна           | 01.11.2010            | вища    | позапартійна           | Цвітоськасільська рада, секретар сільської ради |
| 4                           | Матвійчук Наталія Василівна     | 01.11.2010            | вища    | позапартійна           | Цвітоське НВО, бухгал-тер                       |
| 6                           | Бабушкіна Лариса Володимирівна  | 01.11.2010            | вища    | позапартійна           | с. Цвітоха, ПП Гладишко Є. Й., продавець        |
| 7                           | Рибіцька Валентина Юріївна      | 01.11.2010            | вища    | позапартійна           | ФП с. Кам'янка, завідувачка                     |
| 8                           | Кухарчук Світлана Володимирівна | 01.11.2010            | вища    | позапартійна           | в/ч А 1358, головнийбухгалтер                   |
| 9                           | Сафронов Максим Юрійович        | 01.11.2010            | вища    | позапартійний          | в/ч А 1358, начальник зберігання в/ч А1358      |
| 11                          | Аврамчук Валентина Миколаївна   | 01.11.2010            | вища    | позапартійна           | Цвітоське НВО, заступник директора              |
| 12                          | Аспін Галина Дмитрівна          | 01.11.2010            | вища    | позапартійна           | пенсіонер                                       |
| 13                          | Тимчук Людмила Олександрівна    | 01.11.2010            | вища    | позапартійна           | Цвітоське НВО, директор                         |
| 14                          | Тимчук Тамара Максимівна        | 01.11.2010            | середня | позапартійна           | клуб с. Кам'янка, завідувачка клубу             |
| 15                          | Степанюк Альона Володимирівна   | 01.11.2010            | вища    | позапартійна           | Цвітоськасільська рада, касир                   |
| 16                          | Лисенко Василь Іванович         | 01.11.2010            | середня | позапартійний          | с. Ташкивійськове лісництво, водій              |

## Господарська діяльність
Основним видом господарської діяльності сільської ради є сільськогосподарське виробництво.

## Населення
Згідно з переписом УРСР 1989 року чисельність наявного населення сільської ради становила 1999 осіб, з яких 919 чоловіків та 1080 жінок.
За переписом населення України 2001 року в сільській раді мешкало 1766 осіб.

### Мова
Розподіл населення за рідною мовою за даними перепису 2001 року:
| Мова       | Відсоток |
| ---------- | -------- |
| українська | 96,95 %  |
| російська  | 2,82 %   |
| білоруська | 0,11 %   |
| молдовська | 0,06 %   |
| польська   | 0,06 %   |